# Rhamdia zongolicensis
El juil oaxaqueño (Rhamdia zongolicensis) es una especie de pez dulceacuícola endémico de la Cueva de Ostoc, en la Sierra de Zongolica del estado de Veracruz. Por sus hábitos cavernícolas se le conoce como especie troglobia.

## Clasificación y descripción
Es un pez de la familia Heptapteridae del orden Siluriformes. Es un pez de 15 cm de longitud máxima; se distingue por su forma alargada, color amarillento,  la ausencia de escamas en su cuerpo y la presencia de ojos rudimentarios.

## Distribución
La especie es conocida de la Cueva de Ostoc o Cueva de El Túnel, en la Sierra de Zongolica, Veracruz, a una altitud aproximada de 250 m s. n. m., México.

## Ambiente
Este pez habita en una cueva con pozas de agua estancada y sin conexión a aguas superficiales permanentes.

## Estado de conservación
Se desconoce su estado de conservación. Este pez endémico se encuentra enlistado en la Norma Oficial Mexicana 059 (NOM-059-SEMARNAT-2010) como especie Amenazada (A). En la Lista Roja de la Unión Internacional para la Conservación de la Naturaleza (UICN) la especie se encuentra enlistada como Vulnerable (VU).